# Katedrala u Guadalajari
Katedrala u Guadalajari službeno Katedralna bazilika Uznesenja Blažene Djevice Marije je provstolna crkva i najveće svetište Guadalajarske nadbiskupije u Meksiku, u saveznoj državi Jaliscu. Posljednja obnova dovršena je 1854., u renesansnom stilu, sa zvonikom u gotičkom stilu. Katedrala je među najznačajnijim zgradama u Guadalajari. Posvećena je Uznesenju Marijinom.

## Povijest
Prva katedrala sagrađena je 1541., slijedeći obrazac kolonijalnih građevina u Meksiku. Nekoliko godina kasnije, 1548., regija je proglašena biskupijom i župna crkva je uzdignuta na status katedrale. 
Godine 1574., katedrala je stradala u požaru nesretnim slučajem. Arhitekt Martin Casillas dizajnirao je novu i veću katedralu, ali je radio sporim tempom, zbog ograničenih resursa. Nova katedrala je dovršena tek 1618. Međutim 1818., potres je opustošio Guadalajaru i oštetio kupolu i tornjeve katedrale Godine 1849, još jedan potres pogodio je grad i uništio obnovljene dijelove katedrale.
Godine 1854., nakon obnove, katedrala je uzdignut na status manje bazilike odlukom pape Pija XII. Od tada, katedrala je ponovno oštećena potresima: 1932., 1957., 1979., 1985., 1995. i 2003. To dodatno predstavlja neku štetu u svojoj strukturi, ali ništa što kompromitira funkcioniranje.

## Galerija
- 1910.
- 1836.
- Katedrala